# Sesa Amici
Maria Teresa Amici, meglio conosciuta come Sesa Amici (Sezze, 11 maggio 1958), è una politica italiana.

## Biografia
Nata nel 1958 a Sezze, in provincia di Latina, dove risiede tuttora; è laureata in Lettere e Filosofia, sposata con due figli: Nicola e Chiara.
Ha iniziato l’attività politica come consigliere comunale nella sua città natale, per poi ricoprire incarichi di direzione politica a livello provinciale e regionale. Responsabile femminile regionale, poi responsabile organizzazione del PDS della Federazione romana ed infine Segretario provinciale dei DS della Federazione di Latina.

### Elezione a deputata
Alle elezioni politiche del 1994 viene candidata alla Camera dei deputati, tra le liste del Partito Democratico della Sinistra nella circoscrizione Lazio 1, risultando eletta deputata. Nella XII legislatura della Repubblica è stata membro della 4ª Commissione Difesa.
Ricandidata alle successive elezioni politiche del 1996 nelle quote proporzionali del PDS, non viene rieletta.

### Ritorno alla Camera
Alle elezioni politiche del 2001 viene rieletta alla Camera sempre nelle quote proporzionali dei Democratici di Sinistra, seppur nella circoscrizione Lazio 2, per via della rinuncia di Walter Veltroni (che era stato eletto sindaco di Roma).
Alle politiche del 2006 viene ricandidata alla Camera, tra le liste de L'Ulivo (lista che univa i DS con La Margherita di Francesco Rutelli) nella circoscrizione Lazio 2, venendo riconfermata deputato.
Viene ricandidata tra le liste del Partito Democratico e rieletta alla deputata alle politiche del 2008, che hanno visto la vittoria del centro-destra guidato da Silvio Berlusconi. Nella XVI legislatura è stata componente della 1ª Commissione Affari Costituzionali e Segretario dell'Ufficio di Presidenza del PD. Viene riconfermata nel ruolo di deputato anche alle elezioni politiche del 2013.
Alle elezioni amministrative del 2009 è stata candidata alla presidenza della Provincia di Latina, sostenuta da una coalizione di centro-sinistra formata da PD, Di Pietro - Italia dei Valori, Sinistra Unita e la lista civica Provincia Solidale - Sesa Amici Presidente, venendo tuttavia superata dal candidato di centro-destra Armando Cusani.

### Sottosegretario di Stato
In seguito alla nascita del governo di larghe intese guidato da Enrico Letta tra PD, Il Popolo della Libertà, Unione di Centro e Scelta Civica, il 3 maggio 2013 viene nominata dal Consiglio dei Ministri Sottosegretario di Stato ai rapporti con il Parlamento e al coordinamento dell'attività di governo del governo Letta.
In seguito alla caduta del governo Letta, per volere del neo-segretario del PD Matteo Renzi per diventare Presidente del Consiglio, e alla nascita del suo governo, il 28 febbraio 2014 viene nominato dal Consiglio dei Ministri sottosegretario di Stato alle Riforme costituzionali e ai Rapporti con il Parlamento, affiancando la ministra renziana Maria Elena Boschi.
A seguito delle dimissioni di Matteo Renzi da Presidente del Consiglio, per la bocciatura della riforma Renzi-Boschi al referendum costituzionale, il 29 dicembre 2016 diventa Sottosegretario di Stato alla Presidenza del Consiglio con le deleghe in materia di informazione e l'editoria per il nuovo governo presieduto da Paolo Gentiloni.
Non viene più ricandidata alle elezioni politiche del 2018, in quanto esclusa dalle liste del Partito Democratico per volere del segretario PD Renzi.

## Incarichi parlamentari

### XIV legislatura
- Segretario della 1ª Commissione Affari costituzionali della Camera dei deputati (dall'8 ottobre 2003 al 27 aprile 2006)
- Membro della 1ª Commissione Affari costituzionali della Camera dei deputati (dal 20 giugno 2001 al 27 aprile 2006)
- Membro della Comitato parlamentare per i procedimenti di accusa (dal 2 ottobre 2002 al 27 aprile 2006)

### XV legislatura
- Membro della 1ª Commissione Affari costituzionali (dal 6 giugno 2006 al 28 aprile 2008)
- Segretario della Giunta per le autorizzazioni (dal 23 maggio 2006 al 28 aprile 2008)
- Membro della Commissione speciale per l'esame di disegni di legge di conversione di decreti-legge (dal 23 maggio 2006 al 7 giugno 2006)
- Segretario del Comitato parlamentare per i procedimenti di accusa
- Membro del Comitato per le pari opportunità (dal 20 luglio 2006 al 28 aprile 2008)

### XVI legislatura
- Capogruppo del PD nella 1ª Commissione Affari costituzionali (dal 21 maggio 2008 al 2 febbraio 2010)
- Membro della 1ª Commissione Affari costituzionali (dal 21 maggio 2008 al 14 marzo 2013)
- Membro della Commissione parlamentare per l'indirizzo generale e la vigilanza dei servizi radiotelevisivi (dal 22 gennaio 2013 al 14 marzo 2013)
- Vicepresidente della Commissione speciale per l'esame di disegni di legge di conversione di decreti-legge (dal 7 maggio 2008 al 4 giugno 2008)
- Membro del Comitato per le pari opportunità (dal 12 giugno 2008 al 14 marzo 2013)

### XVII legislatura
- Membro della 4ª Commissione Difesa (dal 7 maggio 2013 al 2 marzo 2016) (sostituita dal deputato Antonino Moscatt)
- Membro della 7ª Commissione Cultura, scienza e istruzione (dal 2 marzo 2016 al 22 marzo 2018) (sostituita dal deputato Vanna Iori)
- Membro della Commissione speciale per l'esame degli atti urgenti presentati dal Governo (dal 26 marzo 2013 al 7 maggio 2013)